# Filles de Marie Immaculée de Reggio de Calabre
Les Filles de Marie Immaculée de Reggio de Calabre sont une congrégation religieuse féminine enseignante et caritative de droit pontifical.

## Histoire
La congrégation est fondée le 6 novembre 1898 à Reggio de Calabre par Brigitte Marie Postorino et huit compagnes. La communauté est reconnue de droit diocésain le 26 avril 1901 par le cardinal Gennaro Portanova, archevêque de Reggio de Calabre.
La première maison de la congrégation est celle de Catona, mais bientôt les évêques des diocèses environnants demandent des surs dans leurs paroisses ; en dix ans, on compte déjà dix maisons. Mais le séisme du 28 décembre 1908 à Messine fait 24 victimes parmi les religieuses et postulantes et il ne resta presque rien des dix maisons. Une aide importante pour relancer la communauté vient directement du pape Pie X qui reçoit en audience la Mère Postorino peu après le tremblement de terre et lui apporte un soutien économique important. L'institut reçoit le décret de louange le 30 juillet 1909.
La fondatrice est reconnue vénérable en 2015et une sœur de la congrégation, Marie Françoise Giannetto (it) (1902-1930), reçoit le même titre le 23 novembre 2020.

## Activité et charisme
Les sœurs se dédient à l'aide aux pauvres et aux marginalisés ainsi qu'à l'enseignement.
Elles sont présentes en:
- Europe : Italie.
- Amérique : Argentine, Brésil, États-Unis.
- Afrique : Burkina Faso, Côte d'Ivoire, Togo

En 2005, la congrégation comptait 206 religieuses dans 41 maisons.